# Artsvanist
Artsvanist là một đô thị thuộc tỉnh Gegharkunik, Armenia. Dân số ước tính năm 2011 là 3223 người.